# Arthur Adams
Arthur Adams (Gosport, Hampshire 1820-1878) va ser un metge i naturalista anglès. Va ser assistent de cirurgià a bord del HMS Actaeon que al costat del HMS Samarang de la Royal Navy va portar a terme l'exploració de l'arxipèlag malai, el mar del Japó, Corea i la Xina, des de 1843 a 1846. Després va publicar la seva Zoologia del viatge de l'HMS Samarang (1850). Adam White va col·laborar amb ell en la descripció de crustacis durant el viatge.  Va ser un prolífic malacòleg que va descriure «centenars d'espècies, la majoria sense il·lustracions i insuficientment diagnosticades». Va treballar en part amb el seu germà Henry Adams, i junt amb ell va escriure un llibre en tres volums sobre els moluscs. També va escriure Travels of a naturalist in Japan and Manchuria (1870), i un article sobre les interessants aranyes que va veure en els seus viatges.
Diverses espècies han rebut el seu nom
- Finella adamsi (Dall, 1889)
- Arcopsis adamsi (Dall, 1886)
- Hinnites adamsi Dall, 1886 (sinònim de Pseudohinnites adamsi (Dall, 1886))
- Brachidontes adamsianus (Dunker, 1857)
- Nucinella adamsi (Dall, 1898); com Natica adamsiana R. W. Dunker, 1860, possiblement Octopus adamsi Benham, 1944 (sinònim d’Octopus huttoni Benham, 1943), posiblemente Zebrida adamsi White, 1847